# Salim Boutabcha
Salim Boutabcha (ar. سليم بوطابشة;ur. 6 czerwca 1974) – algierski judoka.
Startował w Pucharze Świata w 1995 i 1997. Wicemistrz igrzysk śródziemnomorskich w 2001. Mistrz Afryki w 2001 i 2002 roku.